# Dirk Lotsij
Dirk Nicolaas Lotsij (Dordrecht, Holanda del Sud, 3 de juliol de 1882 – La Haia, 27 de març de 1965) va ser un futbolista neerlandès que va competir a començament del segle xx. Jugà com a migcampista i en el seu palmarès destaca la medalla de bronze en la competició de futbol dels Jocs Olímpics d'Estocolm, el 1912.
Entre 1903 i 1914 jugà al FC Dordrecht. A la selecció nacional jugà un total de 10 partits, en què marcà un gol. Debutà contra Bèlgica l'abril de 1905 i disputà el seu darrer partit contra Dinamarca el maig de 1914.